# Nội chiến chi họ Đà Lôi
Nội chiến chi họ Đà Lôi hay Tranh chấp Hốt Tất Liệt – A Lý Bất Ca là một cuộc nội chiến kéo dài 4 năm (1260–1264) giữa 2 thủ lĩnh Mông Cổ là Hốt Tất Liệt và A Lý Bất Ca – những người cháu nội của Thành Cát Tư Hãn thông qua con trai thứ tư của ông này là Đà Lôi.

## Bối cảnh
Năm 1251, con trai cả của Đà Lôi là Mông Kha (Mongke) được bầu làm khả hãn thứ tư của đế quốc Mông Cổ, sau khi khả hãn Quý Do (Güyük)_con trai của cố khả hãn Oa Khoát Đài (Ögedei) băng hà. Kể từ đó, hậu duệ Đà Lôi thay thế hậu duệ Oa Khoát Đài cai trị Mông Cổ. Sau đó, các thành viên gia tộc Oa Khoát Đài là Shiremun và Nakhu lập mưu ám sát Mông Kha hãn nhưng bất thành, cuối cùng bị khả hãn Mông Cổ thanh trừng cùng với một số thành viên gia tộc Sát Hợp Đài (Chagatai) ủng hộ phe phiến loạn.
Mông Kha hãn sau đó trao quyền kiểm soát vùng Kavkaz cho Kim trướng hãn quốc (Golden Horde), thuộc dòng Truật Xích (Jochi) năm 1252. Đến năm 1255, Mông Kha hãn chấp nhận cho thủ lĩnh Biệt Nhi Ca (Berke)_một người con trai của Truật Xích và là anh họ của Mông Kha,  thay thế người anh trai quá cố Bạt Đô (Batu) để trở thành khả hãn của Kim trướng ở Nga. Sau đó, Húc Liệt Ngột (Hulegu) khả hãn của Y Nhi hãn quốc (Ilkhanate) và là em trai của Mông Kha, đã khởi binh chiếm đóng vùng Kavkaz từ Kim trướng hãn quốc rồi tiếp tục vây hãm Baghdad năm 1258, chọc giận Biệt Nhi Ca hãn, người đã cải sang đạo Hồi.
Năm 1259, Mông Kha hãn mất tại Tứ Xuyên (Trung Quốc) khi đang chỉ huy chiến dịch xâm lược Nam Tống mà chưa kịp chỉ định người kế vị. Ông ta có lẽ dự định chọn A Lý Bất Ca_ một người em trai lên kế vị, khi cho ông này giữ chức tư lệnh quân cấm vệ Karakorum (tên tiếng Hán là Hoa Lâm, kinh đô của đế quốc), nhưng không có nghĩa đây là dấu hiệu cho thấy A Lý Bất Ca được vua anh lựa chọn.
Trong khi đó, Hốt Tất Liệt đang là phó vương Hoa Bắc, cai quản hầu hết lãnh thổ của đế quốc ở phía nam thảo nguyên Mông Cổ. Ngoài ra, ông luôn là một chỉ huy quân sự tài giỏi và trung thành, tuyệt đối tuân theo mọi mệnh lệnh của hãn huynh Mông Kha. Lúc Mông Kha băng hà, ông vẫn tiếp tục bình định Tứ Xuyên, và chỉ đình chiến khi nghe tin A Lý Bất Ca tự xưng khả hãn ở Karakorum.

## Diễn biến

### Hai khả hãn cùng lên ngôi
Năm 1260, A Lý Bất Ca đã kết minh với các quý tộc Mông Cổ để tranh thủ sự ủng hộ của họ nhằm trở thành khả hãn tại một hội nghị hốt lý lặc thai (kurultai), đồng thời thuyết phục được các gia tộc Oa Khoát Đài, Sát Hợp Đài và Truật Xích ủng hộ ông.
Ngay lập tức, Hốt Tất Liệt cũng triệu tập hội nghị kurultai khác tại thành Khai Bình và được các chỉ huy quân sự cấp cao của Mông Cổ bầu làm khả hãn. Đây là lần đầu tiên một hội nghị đặc biệt này được tổ chức ngoài lãnh thổ Mông Cổ hoặc thảo nguyên Trung Á.

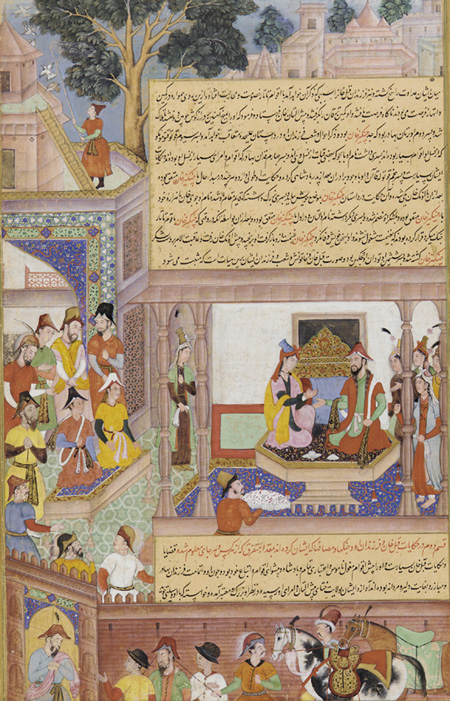
Hốt Tất Liệt lên ngôi khả hãn năm 1260, tranh vẽ năm 1596

Một tháng sau, A Lý Bất Ca triệu tập hội nghị hốt lý lặc thai khác, tạo ra một cuộc chiến vương quyền khốc liệt. Húc Liệt Ngột ủng hộ Hốt Tất Liệt, nhưng lúc đó quân đội Y Nhi do Khiếp Đích Bất Hoa (Kitbuqa) chỉ huy đã bị quân Mamluk Ai Cập đánh bại tại trận Ain Jalut, còn Biệt Nhi Ca hãn lợi dụng sự kiện này để đoạt lại vùng Kavkaz, phát động chiến tranh Y Nhi Kim Trướng. Húc Liệt Ngột phải trở về Trung Đông mà không hỗ trợ quân sự cho em trai.
Không được các đồng minh Mông Cổ hỗ trợ, nhưng Hốt Tất Liệt lại có một hậu phương vững chắc ở Trung Quốc (lãnh thổ nhà Kim và một phần đất Tây Hạ cũ trước đây như Lương Châu, Cam Châu) từ lương thảo cho đến nhân lực. Khác với A Lý Bất Ca thường có xu hướng tin tưởng đồng hương Mông Cổ, Hốt Tất Liệt từ lâu đã trọng dụng nhiều nhân tài từ nhiều nền văn hóa trong đế quốc, đặc biệt là những người Trung Quốc. Ông đã kiểm soát miền bắc Trung Hoa, Cao Ly và các vùng phụ cận của Mông Cổ, bắt đầu cải cách bộ máy hành chính theo kiểu của nhà Kim trước đây, đặt niên hiệu Trung Thống. Sau đó, Hốt Tất Liệt tiếp tục thu nhận các quân sư, mưu sĩ Trung Hoa để xây dựng và bảo vệ đất nước: ông bổ nhiệm một cựu quan lại gốc Hán của nhà Kim là Sử Thiên Trạch (người Hà Bắc) làm thừa tướng, từ đó mọi quan chế, luật định dưới triều Hốt Tất Liệt đều giống với Kim triều ở giai đoạn cực thịnh. Đồng thời, ông cắt giảm tô thuế cho mọi vùng lãnh thổ đang cai trị như Hoa Bắc, Hoa Tây, Nội Mông,...
Về ngoại giao, Hốt Tất Liệt có thiết lập chính sách đối ngoại hòa hảo với nhà Nam Tống để tránh lâm vào thế lưỡng đầu thọ địch nếu A Lý Bất Ca kết minh với Tống chống lại ông. Nhưng nhà Tống đã bội ước, lợi dụng tình hình nội bộ Mông Cổ lục đục để thu hồi một vài vùng lãnh thổ cũ, khiến cho Hốt Tất Liệt phải sai Hao Jing_một nho sĩ người Hán, làm sứ giả đến Tống để nghị hòa. Vua Tống không những từ chối thành ý của Hốt Tất Liệt mà còn bắt giam sứ giả trong gần 10 năm sau đó.
Trong khi đó, A Lý Bất Ca liên minh với Biệt Nhi Ca hãn và A Lỗ Cốt (Alghu) của hãn quốc Sát Hợp Đài nhằm mục tiêu chung là thôn tính lãnh thổ của Húc Liệt Ngột ở Ba Tư và Trung Đông. Tuy nhiên, kinh đô Karakorum do ông ta kiểm soát lại phụ thuộc hoàn toàn về nguồn cung ứng hậu cần từ các bán hoang mạc xa xôi ở Trung Á, dọc theo con đường tơ lụa.

### Giao tranh tại Mông Cổ

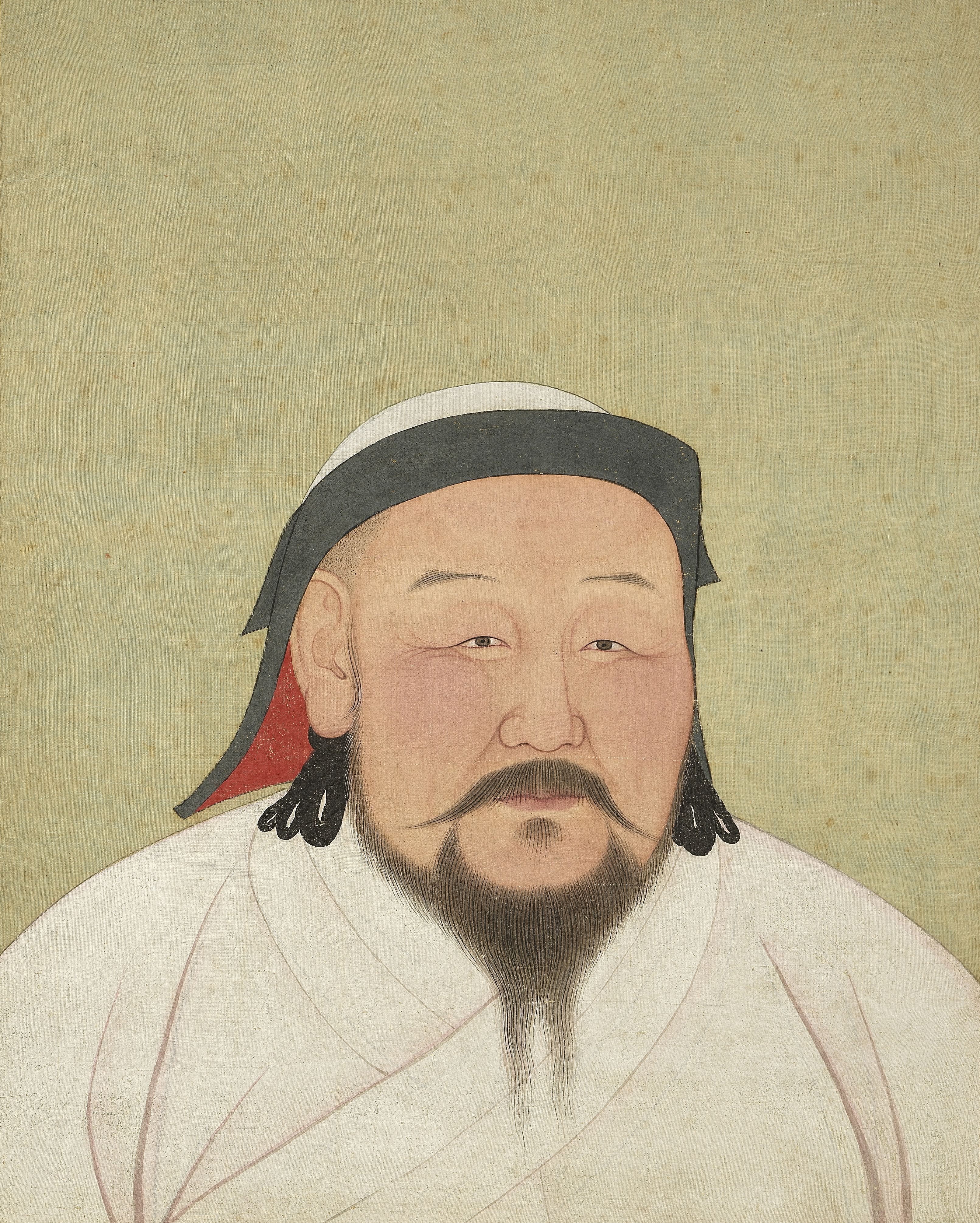
Chân dung Hốt Tất Liệt

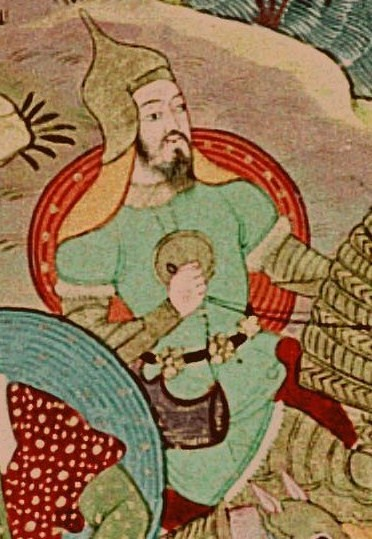
A Lý Bất Ca trong trận bao vây Almalikh

Nắm được nhược điểm về hậu cần của phe A Lý Bất Ca, Hốt Tất Liệt ra sức cắt đứt hầu hết các con đường cung ứng cho Karakorum nhằm cô lập đối phương. Ông sai Hợp Đan (Kadan)_một hoàng thân thuộc dòng Oa Khoát Đài, phòng thủ đất Ngân Xuyên và Cam Túc nhằm chia cắt thảo nguyên Mông Cổ với con đường tơ lụa để vào Trung Á, trong khi đích thân Hốt Tất Liệt chỉ huy quân đồn trú trên toàn đất Yên (Bắc Kinh ngày nay). Lúc này, A Lý Bất Ca chỉ còn lại một tuyến cung ứng duy nhất từ con sông Yenisei ở phía tây bắc. Cuối năm 1260, Hốt Tất Liệt thu hẹp vòng vây rồi tiến công vào Karakorum, buộc A Lý Bất Ca phải rút lui về thượng nguồn sông Yenisei. Mùa đông khắc nghiệt buộc hai phe đình chiến và đợi đến mùa xuân năm sau.
Hốt Tất Liệt tranh thủ thời cơ trưng binh và thu thập quân nhu, đồng thời ra lệnh củng cố phòng tuyến trên đất Yên và biên giới phía bắc. Cùng lúc đó, ông sai Hợp Đan tập kích tiêu diệt thuộc tướng của A Lý Bất Ca là Alandar, chính thức kiểm soát hoàn toàn tuyến đường thương mại quan trọng xuyên Trung Á. Sau đó, Hốt Tất Liệt tiếp tục sai tướng trấn thủ Cam Túc là Lian Xixian tiến đánh các trọng trấn của đối phương trên địa bàn nhằm chiếm giữ các kho lương cung ứng cho quân của A Lý Bất Ca. Kết quả, Lian Xixian đánh bại hầu hết các đồng minh Trung Hoa của A Lý Bất Ca tại vùng Lương-Cám, trong đó có Liu Taiping, đồng thời tiếp tục kiểm soát đất Xuyên-Thục khỏi sự phản công từ các cánh quân chủ lực của A Lý Bất Ca, đặt ông ta vào thế bị cô lập từ nhiều phía. Nhờ những chiến công trên, cả Hợp Đan lẫn Lian Xixian đều được Hốt Tất Liệt ban thưởng hậu hĩnh và được thăng cấp. Cụ thể, Hợp Đan được ban 300 sấp lụa, 300 lượng bạc, còn Lian Xixian được bổ nhiệm làm tả thừa tướng trong chính quyền.
Lúc này, A Lý Bất Ca chỉ còn lại một đồng minh duy nhất là A Lỗ Hốt, một người cháu nội của Sát Hợp Đài, gọi Đà Lôi là ông chú. Lợi dụng lúc khả hãn của Sát Hợp Đài hãn quốc là Qara Hülëgü băng hà, A Lý Bất Ca đã trợ giúp A Lỗ Hốt soán ngôi của Abishkha, tân khả hãn được Hốt Tất Liệt ủng hộ, để cai trị hãn quốc Sát Hợp Đài và biến nơi đây trở thành trọng hậu phương trọng yếu, giúp phe của A Lý Bất Ca tiếp tục tranh bá với Hốt Tất Liệt. Đổi lại, A Lỗ Hốt có toàn quyền trong việc kiểm soát thuế quan trong hãn quốc, mà trên thực tế, tiềm lực duy trì quân đội của A Lý Bất Ca phụ thuộc hoàn toàn vào quốc khố của hãn quốc Sát Hợp Đài.
Năm 1261, Hốt Tất Liệt đánh bại A Lý Bất Ca tại trận Shimultai. 10 ngày sau, cả hai phe lại đụng độ gần dãy núi Đại Hưng An (Khingan) ở phía đông Mông Cổ. Do nắm thế chủ động về trận địa, A Lý Bất Ca tiến hành phục kích quân của Hốt Tất Liệt. Trong cuộc giao tranh, A Lý Bất Ca lầm tưởng đã giết được Hốt Tất Liệt khi tiêu diệt một đạo quân nhỏ của đối phương, nhưng thực chất Hốt Tất Liệt không trực tiếp chỉ huy đơn vị đó. Cả hai phe lại tiếp tục rút quân khi không bên nào đạt được thắng lợi quyết định.
Năm 1263, hầu hết lãnh thổ Mông Cổ đã nằm dưới sự kiểm soát của phe Hốt Tất Liệt, trực tiếp uy hiếp trọng trấn Yesinei của A Lý Bất Ca, buộc ông ta phải đến cầu viện A Lỗ Hốt. Khi đoàn sứ giả được A Lý Bất Ca phái đến nhằm yêu cầu A Lỗ Hốt chia sẻ một phần nhượng quyền thu thuế của hãn quốc Sát Hợp Đài, A Lỗ Hốt từ chối và ra lệnh xử tử những sứ giả đó.
Nhưng một cuộc nổi loạn ở Trung Hoa buộc Hốt Tất Liệt phải nam hạ về thành Khai Bình, gián tiếp giải nguy cho quân của A Lý Bất Ca. Lợi dụng cơ hội, A Lý Bất Ca lấy cớ trả thù giết sứ giả để tuyên chiến với A Lỗ Hốt hòng chiếm quyền kiểm soát hãn quốc Sát Hợp Đài, củng cố nguồn hậu cần cho quân đội của ông. Mặc dù, A Lỗ Hốt đã đánh bại tướng của A Lý Bất Ca là Qara-bukha gần bờ sông Y-lê (Tân Cương), nhưng lại để mất kinh đô Almalikh vào tay A Lý Bất Ca và phải rút lui vào các ốc đảo tại khu vực bồn địa Tarim.
Chiến thắng này đã đánh mất uy tín của A Lý Bất Ca trong mắt các đồng minh. Điển hình như Ürüng Tash, con trai của Mông Kha, đã mang lệnh kỳ của cố khả hãn Mông Cổ đến dâng cho Hốt Tất Liệt để thể hiện lòng trung thành. Không còn vây cánh, quân của A Lý Bất Ca lâm vào cảnh thiếu thốn nguồn cung ứng và bị A Lỗ Hốt phản công mạnh mẽ, buộc ông ta phải rút về Thượng Đô. Đến năm 1264, A Lý Bất Ca chính thức đầu hàng Hốt Tất Liệt. Cuộc nội chiến tranh ngôi khả hãn kết thúc.

## Sự phân li của đế quốc Mông Cổ

Quá trình mở rộng lãnh thổ của đế quốc Mông Cổ, cho đến khi tan rã năm 1294

Sau khi giành chiến thắng, Hốt Tất Liệt tống giam A Lý Bất Ca nhưng không trừng phạt ngay. Ông ta tiến hành thanh trừng, hành quyết toàn bộ các quan lại Mông Cổ đã ủng hộ A Lý Bất Ca, điển hình như Bolghai_một cựu thần dưới triều Mông Kha đã tiếp tay cho A Lý Bất Ca. Sau đó, Hốt Tất Liệt tổ chức một hội nghị hốt lý lặc thai nhằm quyết định hình phạt đối với A Lý Bất Ca, nhưng vào năm 1266, A Lý Bất Ca đã chết một cách bí ẩn trong ngục, dẫn đến nghi án cho rằng Hốt Tất Liệt đã đầu độc em trai ông ta.
Sau đó, Hốt Tất Liệt lên ngôi khả hãn, dời kinh đô về Yên Kinh. Tuy nhiên, sự chia rẽ nội bộ của đế quốc Mông Cổ là không thể tránh khỏi, bằng chứng là khi ông ta tổ chức hội nghị để chọn ngôi khả hãn, không có thủ lĩnh nào của các hãn quốc phía tây tham dự. Lúc này, Biệt Nhi Ca đang giao tranh với Húc Liệt Ngột đến tận 1 năm sau đó (năm 1265) khi vị khả hãn sáng lập Y Nhi hãn quốc băng hà. Gia tộc Oa Khoát Đài từ lâu vẫn luôn ủng hộ sự chia rẽ để củng cố lợi ích riêng. Kaidu thuộc gia tộc này cho rằng ông ta cũng như bất kỳ một thân thuộc nào cũng đều xứng đáng kế thừa ngôi khả hãn, để dẫn đến một cuộc xung đột giữa Kaidu và Hốt Tất Liệt, kéo dài nhiều thập kỷ sau đó.
Các hãn quốc phía tây chính thức tuyên bố độc lập khỏi đế quốc Mông Cổ vào năm 1294, khi Hốt Tất Liệt băng hà. Mặc dù Y Nhi hãn quốc ở Ba Tư và nhà Nguyên_triều đại do Hốt Tất Liệt sáng lập năm 1271 ở Trung Quốc, vẫn giữ quan hệ ngoại giao, trao đổi về nhiều mặt như khoa học kĩ thuật, kinh tế, văn hóa, giáo dục, nhưng hoàn toàn không có xây dựng bất kỳ liên minh quân sự nào. 